# Box-Weltcup 2008
Die 12. Boxwettkämpfe des Weltcups der Herren wurden vom 10. bis zum 14. Dezember 2008 in der Megasport-Arena in der russischen Hauptstadt Moskau ausgetragen.

## Medaillengewinner
| Klasse                              | Gold                                 | Silber                                | Bronze                                                        |
| Halbfliegengewicht (– 48 Kilogramm) | Harry Tañamor Philippinen            | Yampier Hernández Kuba                | Łukasz Maszczyk Polen Birschan Schaqypow Kasachstan           |
| Fliegengewicht (– 51 Kilogramm)     | Michail Surenowitsch Alojan Russland | Andry Laffita Kuba                    | Vincenzo Picardi Italien Jitender Kumar Indien                |
| Bantamgewicht (– 54 Kilogramm)      | Yankiel León Kuba                    | Veaceslav Gojan Moldau                | Akhil Kumar Indien Sergei Wladimirowitsch Wodopjanow Russland |
| Federgewicht (– 57 Kilogramm)       | Idel Torriente Kuba                  | Sergey Ignatiev Russland              | Anthresh Lalit Lakra Indien Bahodirjon Sultonov Usbekistan    |
| Leichtgewicht (– 60 Kilogramm)      | Albert Selimow Russland              | Hu Qing Volksrepublik China           | José Pedraza Puerto Rico Famil Suleymanov Aserbaidschan       |
| Halbweltergewicht (– 64 Kilogramm)  | Roniel Iglesias Kuba                 | Urantschimegiin Mönch-Erdene Mongolei | Alexander Iwanow Russland Alexis Vastine Frankreich           |
| Weltergewicht (– 69 Kilogramm)      | Carlos Banteur Kuba                  | Dilshod Mahmudov Usbekistan           | Jack Culcay-Keth Deutschland Dmitrijs Sostaks Lettland        |
| Mittelgewicht (– 75 Kilogramm)      | Andranik Hakobyan Armenien           | Alfonso Blanco Venezuela              | Elshod Rasulov Usbekistan Dmitriy Chudinov Russland           |
| Halbschwergewicht (– 81 Kilogramm)  | Artur Beterbiyev Russland            | Abbos Atoyev Usbekistan               | Dinesh Kumar Indien Dschahon Qurbonow Tadschikistan           |
| Schwergewicht (- 91 Kilogramm)      | Osmay Acosta Kuba                    | Oleksandr Ussyk Ukraine               | Roman Masalimov Russland Mihail Muntean Moldau                |
| Superschwergewicht (+ 91 Kilogramm) | Robert Alfonso Kuba                  | Marko Tomasović Kroatien              | Niyaz Fayzulin Russland Azer Mamadov Aserbaidschan            |

## Medaillenspiegel
| Rang | Land                | Gold | Silber | Bronze | Gesamt |
| ---- | ------------------- | ---- | ------ | ------ | ------ |
| 1    | Kuba                | 6    | 2      | 0      | 8      |
| 2    | Russland            | 3    | 1      | 5      | 9      |
| 3    | Philippinen         | 1    | 0      | 0      | 1      |
| 3    | Armenien            | 1    | 0      | 0      | 1      |
| 5    | Usbekistan          | 0    | 2      | 2      | 4      |
| 6    | Moldau              | 0    | 1      | 1      | 2      |
| 7    | Volksrepublik China | 0    | 1      | 0      | 1      |
| 7    | Mongolei            | 0    | 1      | 0      | 1      |
| 7    | Venezuela           | 0    | 1      | 0      | 1      |
| 7    | Ukraine             | 0    | 1      | 0      | 1      |
| 7    | Kroatien            | 0    | 1      | 0      | 1      |
| 12   | Indien              | 0    | 0      | 4      | 4      |
| 13   | Aserbaidschan       | 0    | 0      | 2      | 2      |
| 14   | Polen               | 0    | 0      | 1      | 1      |
| 14   | Kasachstan          | 0    | 0      | 1      | 1      |
| 14   | Italien             | 0    | 0      | 1      | 1      |
| 14   | Puerto Rico         | 0    | 0      | 1      | 1      |
| 14   | Frankreich          | 0    | 0      | 1      | 1      |
| 14   | Deutschland         | 0    | 0      | 1      | 1      |
| 14   | Lettland            | 0    | 0      | 1      | 1      |
| 14   | Tadschikistan       | 0    | 0      | 1      | 1      |
|      | Gesamt              | 11   | 11     | 22     | 44     |